# Бочек IV из Подебрад
Бочек IV из Подебрад (также известен как: Бочек IV из Куншата и Подебрад) (чеш. Boček z Poděbrad, нем. Boček IV. von Podiebrad; 15 июля 1442 — 28 сентября 1496, Клодзко) — представитель чешского аристократического рода панов из Подебрад, потомков панов из Кунштата.

## Биография
Старший сын Йиржи из Подебрад (1420—1471), короля Чехии (1458—1471), и его первой супруги, Кунгуты из Штернберка (1425—1449). Место его рождения точно неизвестно. Следуя семейной традиции, при крещении получил имя «Бочек», которое носили многие его предки из подебрадской линии дома Кунштат.
Несмотря на то, что Бочек был старшим сыном своего отца, он не был предусмотрен в качестве его преемника из-за легкой умственной отсталости. Также Бочек не получил никаких титулов, которые носили его младшие братья: Викторин, Йиндржих Старший и Гинек: имперский князь, князь Зембицкий и граф Кладский.
В 1458 году, после того, как Йиржи из Подебрад был избран королем Богемии, он передал свои наследственные владения (Подебрады, Наход и Гомоле) своим старшим сыновьям Бочеку и Викторину, хотя оставил за собой право назначить капитанов. Через год, в 1459 году, братья подтвердили прежние привилегии для Находа и даже расширили их. В 1462 году Йиржи передал своим трем сыновьям Викторину, Йиндржиху и Гинеку в ленное владение Кладское графство и Зембицкое княжество (герцогство Мюнстербергское). Бочек не был включен в список наследников. В 1465 году чешский король Йиржи из Подебрад передал своим сыновьям часть бывших владений монастыря бенедиктинцев в Опатовице-на-Лабе. 
После неожиданной смерти Йиржи из Подебрад в 1471 году, его сыновья 1 февраля 1472 года в Подебрадском замке договорились о разделе родовых владений и имущества. Бочек получил во владение замок Литице, а также замки Рихмбурк, Частоловице, Черниковице, город Тиниште на Орлице, половину Жамберка, Хоценя и Кунвальда. Также Бочеку достались город Йичин, панство Велиш, монастырь Постолопрти и ряд более мелких владений. Его младшие братья получили гораздо большие владения, но они обязались выплатить Бочеку 370 пражских грошей в качестве компенсации. Гора Злоте с её шахтами перешла в общее владение всех братьев. Прибыль от золотых шахт делилась поровну между братьями. Генрих Старший получил во владение панства Наход и Гомели, которые ранее находились в совместном владении братьев Бочека и Викторина.
Договор о разделе наследства 1472 года является последним документом, который Бочек из Подебрад лично и самостоятельно подписал. Он упоминался и в более поздних документах, из-за ухудшения состояния здоровья за ним вели уход его братья Викторин и Йиндржих Старший. Поскольку Викторин провел часть своей жизни в венгерском плену, Йиндржих Старший, вероятно, выступал в качестве опекуна своего старшего брата Бочека. Около 1491 года Йиндржих Старший приобрел несколько больших владений Бочека в Восточной Чехии, входивших в состав Литицкого панства. Йиндржих продал эти земли крупному чешскому магнату Вилему II из Пернштейна. Считается, что Йиндржих Старший, получивший во владение Литице, взял на себя обязательства по уходу за Бочеком до конца его жизни.
Бочек из Подебрад скончался 28 сентября 1496 года в старом замке в Клодзко. Он не был женат и не имел детей. Он был похоронен во францисканском монастыре Святого Георгия в Клодзко, основанном его сводным братом Йиндржихом I. В 1558 году Бочек из Подебрад и восемь других членов семьи панов из Подебрад, которое были похоронены там же, были перезахоронены в главном соборе Клодзко – костёле Вознесения Пресвятой Девы Марии.